# Harald Czudaj
Harald Czudaj, né le 14 février 1963 à Wermsdorf, est un bobeur est-allemand puis allemand notamment champion olympique de bob à quatre en 1994.

## Carrière
Harald Czudaj participe à trois éditions des Jeux olympiques d'hiver entre 1992 et 1998 et remporte une médaille. Aux Jeux olympiques de 1994 organisés à Lillehammer en Norvège, il est sacré champion olympique de bob à quatre avec Karsten Brannasch, Olaf Hampel et Alexander Szelig. Il gagne également quatre médailles aux championnats du monde : l'argent en bob à deux et en bob à quatre en 1990 et le bronze en bob à quatre en 1991 et en 1995.

## Palmarès

### Jeux Olympiques
- : médaillé d'or en bob à 4 aux JO 1994.

### Championnats monde
- : médaillé d'argent en bob à 4 aux championnats monde de 1990.
- : médaillé d'argent en bob à 2 aux championnats monde de 1990.
- : médaillé de bronze en bob à 4 aux championnats monde de 1991 et 1995.

### Coupe du monde
- 1 globe de cristal : 
  - Vainqueur du classement bob à 4 en 1998.
- 12 podiums [N 1] : 
  - en bob à 4 : 4 victoires, 4 deuxièmes places et 4 troisièmes places.

#### Détails des victoires en Coupe du monde
| Édition   | Bob à 2 | Bob à 4        |
| 1996-1997 |         | Altenberg      |
| 1997-1998 |         | La Plagne Igls |
| 1999-2000 |         | Lillehammer    |